# Honey, We Shrunk Ourselves
Honey, We Shrunk Ourselves (Brasil: Querida, Encolhi a Gente / Querida, Nós Encolhemos / Portugal: Querida, Encolhemos!) é um filme americano de 1997, realizado por Dean Cundey.

## Sinopse
O inventor maluco Wayne Szalinsky e sua incrível máquina de encolher são a causa desta nova confusão em Querida, Encolhi a Gente. Parece que encolher crianças em Querida, Encolhi as Crianças não foi suficiente para Wayne, que agora encolhe a ele mesmo, seu próprio irmão e as esposas dos dois.
O pânico toma conta das quatro minúsculas criaturas que tentam desesperadamente conseguir a ajuda de seus filhos. Suas fantásticas aventuras incluem uma trilha desgovernada num carrinho de brinquedo, a fúria de uma barata monstruosa, uma carona numa colorida bolha de sabão e um pouso acidental numa tigela de molho em plena reunião de adolescentes. Recheado de efeitos especiais e surpresas engraçadas, este filme é uma comédia tamanho família que você vai adorar.

## Elenco
- Rick Moranis… Wayne Szalinski
- Stuart Pankin… Gordon Szalinski
- Eve Bennett-Gordon… Diane Szalinski
- Robin Bartlett… Patti Szalinski
- Bug Hall… Adam Szalinski
- Allison Mack… Jenny Szalinski
- Jake Richardson… Mitch Szalinski
- Jojo Adams… Ricky King
- Mila Kunis… Jill, amiga de Jenny
- Erica Luttrell… Jody, amiga Jenny
- Lisa Wilhoit… Holly, amiga de Jenny
- Hannah Waterman… Trina, secretária de Wayne

## Produção
Originalmente, o filme ia ser lançado em 1996 nos cinemas. Karey Kirkpatrick foi chamado para escrever o roteiro, enquanto trabalhava em James e o Pêssego Gigante. O roteiro final foi enviado para Jeffrey Katzenberg, que decidiu que o estúdio não queria continuar com o filme. Foi arquivado por alguns meses, enquanto Kirkpatrick retomou o trabalho em James e o Pêssego Gigante. Enquanto trabalhava no filme, Kirkpatrick soube que ia ser pego novamente.
The Walt Disney Company estavam num momento de sucesso com sequências lançadas direto para o mercado de home-vídeo, como O Retorno de Jafar e Aladdin e os 40 Ladrões. Eles queriam testar se o sucesso seria o mesmo com live-actions. Então, eles escolheram fazer um terceiro filme para a série Querida...
Nell Scovell e Joel Hodgson foram recrutados para tentar reduzir o roteiro de Kirkpatrick, devido ao orçamento. No roteiro de Kirkpatrick, o grupo de pais encolhidos, originalmente, cairiam em um aquário. A cena foi cortada do roteiro, e depois revisada para a cena da máquina de bolhas de sabão.
Querida encolhi a gente foi o único filme a não exibir a abertura com desenho animado.